# Jean Lenger
Jean Nicolas Lenger (Warnach, 22 april 1809 - Messancy, 3 april 1884) was een Belgisch senator.

## Levensloop
Lenger was een zoon van Simon Lenger en van Anne Sinnet. Hij trouwde met Joséphine Marlet. Hij promoveerde tot doctor in de genees- en heelkunde (1834) aan de Katholieke Universiteit Leuven en vestigde zich in Differt.
Hij werd politiek actief in de provincie Luxemburg:
- provincieraadslid (1839-1867),
- bestendig afgevaardigde (1839-1867),
- ondervoorzitter van de provincieraad (1862-1863),
- voorzitter van de provincieraad (1864-1867),
- provincieraadslid (1872-1884).

In 1867 werd hij verkozen tot liberaal senator voor het arrondissement Aarlen-Bastenaken-Marche en vervulde dit mandaat tot in 1870.